# Карл Антон Гогенцоллерн
Карл Антон Гогенцоллерн-Зигмаринген (нем. Karl Anton Friedrich Wilhelm Ludwig Prinz von Hohenzollern-Sigmaringen; 1 сентября 1868, Зигмаринген — 21 февраля 1919, Namedy, Андернах) — немецкий принц из княжеского дома Гогенцоллерн-Зигмаринген. Младший (третий) сын князя Леопольда Гогенцоллерна и его жены инфанта Антонии Марии Португальской. Генерал-лейтенант прусской армии (1914).
Старшие братья — принц Вильгельм Гогенцоллерн и король Румынии Фердинанд I.

## Биография
Родился 1 сентября 1868 года в замке Зигмаринген (провинция Гогенцоллерн).
В 1904 году германский кайзер Вильгельм II отправил принца Карла Антона Гогенцоллерна в качестве своего наблюдателя на театр военных действий русско-японской войны.
В 1909 году принц приобрел замок Намеди в городе Андернах.
В январе 1914 года принц Карл Антон получил чин генерал-лейтенанта прусской армии и стал командиром 1-го гвардейского драгунского полка имени королевы Великобритании и Ирландии Виктории. Участник Первой мировой войны.
21 февраля 1919 года 50-летний принц Карл Антон Гогенцоллерн скончался в своём замке Намеди в городе Андернах. Позднее его останки были перезахоронены в монастыре Хединген в Зигмарингене.

## Семья и дети
28 мая 1894 года в Брюсселе женился на своей кузине принцессе Жозефине Каролине Бельгийской (18 октября 1872, Брюссель — 6 января 1958, Намюр), дочери принца Филиппа, графа Фландрского, и принцессы Марии Гогенцоллерн-Зигмаринген. Карл Антон и Жозефина Каролина имели четверо детей:
- Принцесса Стефани Жозефина Карола Филиппина Леопольдина Мария Гогенцоллерн (8 апреля 1895 — 7 августа 1975)
- Принцесса Мария-Антуанетта Вильгельмина Августа Виктория Гогенцоллерн (23 октября 1896 — 4 июля 1965)
- Принц Альбрехт Людвиг Леопольд Тассило Гогенцоллерн (28 сентября 1898 — 30 июля 1977)
- Принцесса Генриетта Леопольдина Вильгельмина Гогенцоллерн (29 сентября 1907 — 3 октября 1907)

## Титулы
- 1 сентября 1868 — 3 сентября 1869 —  Его Светлость Принц Карл Антон из Гогенцоллерн-Зигмаринген
- 3 сентября 1869 — 21 февраля 1919 —  Его Светлость Принц Карл Антон Гогенцоллерн